# 三峡电力职业学院
30°42′33″N 111°18′10″E / 30.70926°N 111.30270°E
三峡电力职业学院是一所湖北省宜昌市的全日制普通高等专科院校，位于宜昌市绿萝路。学校历史可追溯到1975年，三三〇工程局与武汉水利电力学院创办的三三〇工人大学。2006年，学校改制更名为三峡电力职业学院。学校开设专业水利电力为主。